# Short But Funky
«Short But Funky» — другий сингл американського репера Too Short з його третього студійного альбому Short Dog's in the House. Як семпл використано «High» у виконанні Skyy. Трек також потрапив до компіляції The Mack of the Century... Too $hort's Greatest Hits (2006). 
Слова написав не Too Short, а Дейм «Dangerous» Едвардс. Початкова мета полягала у читанні репу на іншу тему з новим флоу. Трек містить прихований дис на MC Hammer, популярного оклендського репера з більш поп-орієнтованим матеріалом.

## Чартові позиції
| Чарт                                | Найвища позиція |
| ----------------------------------- | --------------- |
| US Hot R&B/Hip-Hop Singles & Tracks | 36              |
| US Hot Rap Singles                  | 14              |